# Biskupi trnawscy

## Biskupi diecezjalni
| L.p. | Imię i nazwisko       | Lata                              | Informacje dodatkowe                                                             |
| ---- | --------------------- | --------------------------------- | -------------------------------------------------------------------------------- |
| 1    | Ján Sokol             | 14 lutego 2008 - 18 kwietnia 2009 | arcybiskup                                                                       |
| 2    | Róbert Bezák, C.SS.R. | 18 kwietnia 2009 - 2 lipca 2012   | arcybiskup                                                                       |
| 3    | Ján Orosch            | od 11 lipca 2013 r.               | arcybiskup, w latach 2012–2013 administrator apostolski archidiecezji trnawskiej |

## Biskupi pomocniczy
| L.p. | Imię i nazwisko | Lata                           | Informacje dodatkowe    |
| ---- | --------------- | ------------------------------ | ----------------------- |
| 1    | Ján Orosch      | 14 lutego 2008 - 11 lipca 2013 | biskup tytularny Semina |